# Шапиро, Семён Вольфович
Семён Вольфович (Валентинович) Шапиро (22 мая 1932 года, Москва, СССР — 30 июля 2018 года, Уфа, Республика Башкортостан) — учёный, инженер‑электротехник, профессор (1995 год), доктор технических наук (1992 год), почётный профессор УГАЭС, Соросовский профессор, отличник высшего образования Республики Башкортостан, почётный работник высшего образования Российской Федерации, член Международной организации по озону. Работал в области электрических машин, трансформаторов, преобразователей частоты, инверторов и озонирования.

## Биография
Родился 22 мая 1932 года в Москве (по другим данным — в Рогачёве). В годы Великой Отечественной войны был в эвакуации в Малых и Больших Бикшихах в Чувашии.
В 1950 году с серебряной медалью окончил школу № 597 (№ 150) и поступил в Московский энергетический институт на специальность инженера-электромеханика.
В 1956-1957 годах, после окончания института с отличием, по распределению работал на предприятии п/я № 426 (Московский завод № 699 — «Машиноаппарат»).
В 1957 году переезжает в город Горький.
В 1957-1970 годах работал ассистентом, затем — доцентом кафедры электрических машин и аппаратов в Горьковском политехническом институте. В 1961 году защитил кандидатскую диссертацию «Современные статические электромагнитные преобразователи частоты и их расчёт». В 1968-1969 годах защитил докторскую диссертацию «Теория трансформаторов, регулируемых изменением подмагничивания», впоследствии, результаты защиты которой были оспорены спустя шесть лет: после начала рассмотрения диссертации, ВАК её отклонил.
В 1970 году был приглашен Рыфатом Рахматулловичем Мавлютовым в Уфимский авиационный институт в составе научного коллектива из 16 человек под руководством профессора Александра Марковича Бамдаса, где была создана новая научная школа. В 1972-1974 годах — заведующий кафедрой электрических машин и аппаратов. В 1971-1992 годах — профессор кафедры теоретической и общей электротехники.
В 1974-1984 годах — директор и главный инженер Специального конструкторско-технологического бюро полупроводниковых преобразователей частоты «Вихрь» — первое в БАССР хозрасчётное научное предприятие на базе Уфимского авиационного института.
В 1977 году защитил докторскую диссертацию «Теоретические основы синтеза базисных электромагнитнотиристорных исполнительных устройств».
С 1986 года — учёный секретарь вновь созданного Института сверхпластичности металлов Академии наук СССР.
С 1988 года — директор нового Специального конструкторско-технологического бюро «Геотрон» при Уфимском производственном объединение «Геофизприбор» (в 1991 году преобразовано в самостоятельное предприятие — Специальное конструкторско-технологическое бюро «Геозон», а затем — в малое предприятие Специальное конструкторско-технологического бюро «Эколс Лтд»).
В 1989 году защитил докторскую диссертацию «Основы проектирования и синтеза частотно-регулируемых тиристорных источников питания электротехнологических установок повышенной частоты».
В 1991 году защитил в Институте электродинамики Академии наук Украины докторскую диссертацию «Основы проектирования и синтеза частотно-регулируемых тиристорных источников питания электротехнологических установок повышенной частоты», четвёртая по счёту, которая была утверждена в 1992 году.
В 1991-1999 годах — директор Специального конструкторско-технологического бюро «Эколс Лтд».
В 1992 году был приглашен профессором и заведующим кафедры физики Уфимского филиала Московского технологического института, которой заведовал до 2016 года.
С 2016 года ― преподаватель Башкирского государственного медицинского университета.
Умер 30 июля 2018 года в Уфе. Похоронен на Южном кладбище.

## Научная и преподавательская деятельность
Работал в области разработки и проектирования тиристорных и магнитотиристорных преобразователей частоты, источников питания радиоустройств, умножителей частоты для высокоскоростного инструмента, формирователей импульсов для электроэрозионной обработки, систем управления электротехнологическими установками, высокочастотных озонаторов промышленного назначения. Результаты научной деятельности внедрены на предприятиях оборонной и машиностроительной промышленности СССР, БАССР и Российской Федерации.
Создал научную школу в Уфимском государственном авиационном техническом университете и Уфимском государственном университете экономики и сервиса, подготовил и был научным руководителем 45 докторов и кандидатов наук.
Главный редактор и один из основателей научного журнала «Электротехнические комплексы и информационные системы».
Автор более 320 научных работ, в том числе 16 монографий, и 60 изобретений — авторских свидетельств и патентов России, США, Канады и Швеции.

## Публикации
- А. М. Бамдас, В. А. Кулинич, С. В. Шапиро. Статические электромагнитные преобразователи частоты и числа фаз. — Москва; Ленинград: Госэнергоиздат. — 1961. — 208 с.[21]
- А. М. Бамдас, С. В. Шапиро. Стабилизаторы с подмагничиваемыми трансформаторами. —Москва; Ленинград: Энергия. — 1965. — 156 с.[22]
- А. М. Бамдас, С. В. Шапиро. Трансформаторы, регулируемые подмагничиванием. — Москва; Ленинград: Энергия. — 1965. — 159 с.[23]
- А. М. Бамдас, С. В. Шапиро, Л. Н. Давыдова. Ферромагнитные делители частоты. — Москва: Энергия. — 1967. — 111 с.[24]
- А. М. Бамдас, Ю. П. Разуваев, С. В. Шапиро. Аналоговое моделирование исполнительных ферромагнитных устройств. — Москва: Наука. — 1975. — 439 с.[25]
- С. В. Шапиро, А. С. Серебряков, В. И. Пантелеев. Тиристорные и магнитно-тиристорные агрегаты питания электрофильтров очистки газа. — Москва: Энергия. — 1978. — 113 с.[26]
- С. В. Шапиро, Ю. В. Лобанов. Моделирование на АВМ автономных инверторов и систем с ними. — Уфа: УАИ. — 1979. — 102 с.[27]
- С. В. Шапиро, В. Г. Казанцев, В. В. Карташев, Р. Н. Киямов. Тиристорные генераторы ультразвуковой частоты. — М: Энергоатомиздат. — 1986. — 141,[1] с.[28]
- С. В. Шапиро. Энергетические и информационные процессы в природе. — Москва: Энергоатомиздат. — 2005. — 408 с.[29]
- С. В. Шапиро. Резольвента Лагранжа и ее применение в электромеханике. — Москва: Энергоатомиздат. — 2008. — 156 с.[30][31]
- С. В. Шапиро: биография, библиографический указатель научных трудов 1958—2011 годов, награды и публикации в средствах массовой информации. — Уфа: УГАЭС, 2012. — 88 с.[32]
- А. Докучаева, С. Шапиро. Суд божий. — Уфа: Китап. — 2015. — 478, [1] с.[33]
- С. В. Шапиро, Ф. Р. Исмагилов, М. Б. Гумерова. Каскадные электромеханические системы. — Москва: Инновационное машиностроение. — 2018. — 220 с.[34]
- С. В. Шапиро. Манифест разума. Часть 1. — Бельские просторы. — № 10. — 2018.[35]
- С. В. Шапиро. Манифест разума. Часть 2. — Бельские просторы. — № 11. — 2018.
- С. В. Шапиро, А. Г. Саенко. Высокочастотные озонаторы со спиральными электродами. — Уфа: Башкирская энциклопедия. — 2019. — 152 с.[36]